# Herrschaftsgericht Hohenlandsberg
Das Herrschaftsgericht Hohenlandsberg war ein Herrschaftsgericht der Fürsten von Schwarzenberg zu Hohenlandsberg. Es bestand von 1814 bis 1848 als administrative Einheit des Rezatkreises. 1848 wurde die Gerichts- und Polizeibehörde gebildet, die die Verwaltung und Gerichtsbarkeit für die Gemeinden des Herrschaftsgerichtes übernahm. Am 1. Juli 1850 wurde diese Behörde aufgelöst.

## Lage
Das Herrschaftsgericht grenzte an die Landgerichte Markt Bibart, Neustadt, Uffenheim und an die Herrschaftsgerichte Burghaslach und Markt Einersheim. 

## Struktur
Das Herrschaftsgericht wurde in 9 Steuerdistrikte aufgeteilt, die von den Rentämtern Iphofen, Scheinfeld bzw. Uffenheim verwaltet wurden:
- Bullenheim mit Dorfsmühle, Gemeindmühl bzw. Gimpeleinsmühle;
- Dornheim mit Eselsmühle (= Hohlbrunnermühle) und Seehof (= Fischhof);
- Gnötzheim mit Artsmühle, Barthsmühle, Fetzersmühle, Gehrenmühle, Hammermühle, Himmeleinsmühle, Holzmühle, Lanzenmühle, Papiermühle, Wässerndorf, Winkelhof und Winkelhofmühle;
- Herbolzheim mit Krautostheim, Modelsmühle und Wüstphül;
- Hüttenheim mit Herrnsheim und Schwarzenmühle;
- Nenzenheim mit Frankenberg, Herrgottsmühle und Julianahof;
- Nordheim mit Kottenheim, Krassolzheim und Seehaus;
- Seinsheim mit Backofenmühle, Beigelsmühle, Christiansmühle, Iffigheim, Nagelsmühle, Schleifmühle und Stadtmühle;
- Weigenheim.

1818 gehörten 14 Ruralgemeinden zum Herrschaftsgericht:
- Bullenheim mit Obermühle und Untermühle;
- Dornheim mit Fischhof und Hohlbrunnermühle;
- Gnötzheim mit Fetzersmühle und Schloßmühle;
- Herbolzheim mit Wüstphül;
- Herrnsheim mit Schwarzenmühle;
- Hüttenheim;
- Iffigheim mit Backofenmühle, Beigelsmühle, Dorfmühle, Nagelsmühle und Schleifmühle;
- Krassolzheim;
- Krautostheim mit Dorfmühle und Modelsmühle;
- Nenzenheim mit Herrgottsmühle;
- Nordheim mit Kottenheim und Seehaus;
- Seinsheim mit Stadtmühle (=Seinsheimermühle?);
- Wässerndorf mit Barthsmühle, Gehrenmühle, Hammermühle, Lungenmühle, Papiermühle, Winkelhof und Winkelhofmühle;
- Weigenheim.

1818 gab es im Herrschaftsgericht Hohenlandsberg 5913 Einwohner, die sich auf 1444 Familien verteilten und in 1289 Anwesen wohnten.
Spätestens 1837 wurde die Gemeinde Herbolzheim wurde an das Landgericht Markt Bibart abgegeben und die Gemeinde Nenzenheim an das Landgericht Uffenheim.
1840 hatte das Herrschaftsgericht Hohenlandsberg eine Gebietsfläche von 2 Quadratmeilen (≈110 km²). Es gab 5353 Einwohner (2631 Katholiken, 2475 Protestanten und 247 Juden), 34 Ortschaften (3 Märkte, 6 Pfarrdörfer, 3 Kirchdörfer, 1 Dorf und 21 Einöden) und 12 Gemeinden (3 Marktgemeinden und 9 Landgemeinden).